# Chriolepis benthonis
Chriolepis benthonis es una especie de peces de la familia de los Gobiidae en el orden de los Perciformes.

## Distribución geográfica
Se encuentra en Yucatán (México).

## Observaciones
Es inofensivo para los humanos. 